# Żeglarstwo na Letnich Igrzyskach Olimpijskich 1948 – Dragon
Zawody w żeglarskiej klasie Dragon podczas XIV Letnich Igrzysk Olimpijskich odbyły się w dniach 3–12 sierpnia 1948 roku na wodach Torbay.

## Informacje ogólne
Do zawodów zgłosiło się dwanaście załóg reprezentujących tyleż krajów.
Regaty składały się z siedmiu wyścigów punktowanych według skali logarytmicznej – różnica między punktami przyznawanymi za pierwszą i drugą lokatę była większa niż za miejsca drugie i trzecie itd. Do końcowej klasyfikacji przyjmowane były wyniki sześciu z nich, najsłabszy rezultat był bowiem odrzucany, a wyższą lokatę zajmował jacht o większej liczbie punktów.
W regatach z nieznaczną przewagą nad Szwedami triumfowali Norwegowie, brązowy medal zdobyli reprezentanci Danii.

## Wyniki
| Pozycja | Załoga                                                                                               | Jacht     | Wyścig I | Wyścig I | Wyścig II | Wyścig II | Wyścig III | Wyścig III | Wyścig IV | Wyścig IV | Wyścig V | Wyścig V | Wyścig VI | Wyścig VI | Wyścig VII | Wyścig VII | Punkty | Punkty |
| Pozycja | Załoga                                                                                               | Jacht     | Pozycja  | Punkty   | Pozycja   | Punkty    | Pozycja    | Punkty     | Pozycja   | Punkty    | Pozycja  | Punkty   | Pozycja   | Punkty    | Pozycja    | Punkty     | Ogółem | Netto  |
| ------- | --- | --------- | -------- | -------- | --------- | --------- | ---------- | ---------- | --------- | --------- | -------- | -------- | --------- | --------- | ---------- | ---------- | ------ | ------ |
| złoto   | Thor Thorvaldsen Sigve Lie Håkon Barfod                                                              | Pan       | 1        | 1180     | 2         | 879       | 12         | 101        | 1         | 1180      | DSQ      | 0        | 3         | 703       | 3          | 703        | 4746   | 4746   |
| srebro  | Folke Bohlin Hugo Johnson Gösta Brodin                                                               | Slaghoken | 2        | 879      | 3         | 703       | 2          | 879        | 2         | 879       | DSQ      | 0        | 12        | 101       | 1          | 1180       | 4621   | 4621   |
| brąz    | William Berntsen Ole Berntsen Klaus Baess                                                            | Snap      | 3        | 703      | 4         | 578       | 3          | 703        | 5         | 481       | 2        | 879      | 5         | 481       | 2          | 879        | 4704   | 4223   |
| 4       | William Strain George Brown James Wallace                                                            | Ceres II  | 7        | 335      | 7         | 335       | 1          | 1180       | 7         | 335       | 1        | 1180     | 9         | 226       | 4          | 578        | 4169   | 3943   |
| 5       | Giuseppe Canessa Bruno Bianchi Luigi De Manincor                                                     | Ausonia   | 9        | 226      | 8         | 277       | 4          | 578        | 3         | 703       | 6        | 402      | 1         | 1180      | DNF        | 0          | 3366   | 3366   |
| 6       | Rainer Packalén Niilo Orama Aatos Hirvisalo                                                          | Vinha     | 4        | 578      | 1         | 1180      | 11         | 139        | 6         | 402       | 4        | 578      | 11        | 139       | 10         | 180        | 3196   | 3057   |
| 7       | Roberto Sieburger Jorge Alberto Salas Jorge Alberto del Río                                          | Pampero   | 6        | 402      | 5         | 481       | 8          | 277        | 4         | 578       | 9        | 226      | 2         | 879       | DNF        | 0          | 2843   | 2843   |
| 8       | Cornelis Jonker Biem Dudok van Heel Wim van Duyl                                                     | Joy       | 5        | 481      | 6         | 402       | 7          | 335        | 11        | 139       | 8        | 277      | 4         | 578       | 7          | 335        | 2547   | 2408   |
| 9       | João Félix Capucho António de Herédia Henrique Sallaty Carlos Lourenço                               | Argus     | 11       | 139      | 9         | 226       | 6          | 402        | 8         | 277       | 7        | 335      | 6         | 402       | 5          | 481        | 2262   | 2123   |
| 10      | Marcel de Kerviler Jean Frain de la Gaulayrie Philippe Chancerel                                     | Allegro   | 10       | 180      | 11        | 139       | 10         | 180        | 9         | 226       | 3        | 703      | 8         | 277       | 8          | 277        | 1982   | 1843   |
| 11      | Henry Duys Julian Roosevelt Richard Jessup                                                           | Rhythm    | 8        | 277      | 10        | 180       | 5          | 481        | 12        | 101       | DNF      | 0        | 10        | 180       | 6          | 402        | 1621   | 1621   |
| 12      | Albert Huybrechts Roger Anciaux Charles Delfosse Georges Hellebuyck Jacques Lauwerys Jacques Lippens | Dolfijn   | 12       | 101      | DNF       | 0         | 9          | 226        | 10        | 180       | 5        | 481      | 7         | 335       | 9          | 226        | 1549   | 1549   |